# Крушево (Велика Плана)
Крушево је заселак села Велико Орашје у општини Велика Плана на путу Смедеревска Паланка - Велико Орашје (Орашански пут). Налази се поред реке Јасенице. Раније је припадало насељу Великa Планa. 
Крушево је удаљено 4 километра од Великог  Орашја и 8 километара од Смедеревска Паланке и Велике Плане.
Крушево је старије насеље од суседне Мале и Велике Плане, а Мала Плана је старија од Велике Плане.
Број становника је око 150.